# موسى لاك نورث (واشنطن)
موسى لاك نورث (بالإنجليزية: Moses Lake North CDP, Washington)‏ هي منطقة سكنية تقع بولاية واشنطن في الولايات المتحدة. تبلغ مساحتها 15.7 كم2، وترتفع عن سطح البحر 360.57840000000004 م، بلغ عدد سكانها 4,418 نسمة في عام 2010 حسب إحصاء مكتب تعداد الولايات المتحدة وتصل الكثافة السكانية فيها 281.4 نسمة لكل كيلومتر مربع (728.8/ميل2).

## التركيبة السكانية
حدّد مكتب تعداد الولايات المتحدة بيانات التركيبة السكانية لموسى لاك نورث في تعداد الولايات المتحدة. في ما يلي، التركيبة السكانية حسب تعدادي 2000 و2010.

### تعداد عام 2000
بلغ عدد سكان موسى لاك نورث 4,232 نسمة بحسب تعداد عام 2000، وبلغ عدد الأسر 1,151 أسرة وعدد العائلات 926 عائلة مقيمة في المنطقة السكنية. في حين سجلت الكثافة السكانية 269.6 نسمة لكل كيلومتر مربع (698.3/ميل2). وبلغ عدد الوحدات السكنية 1,278 وحدة بمتوسط كثافة قدره 81.4 لكل كيلومتر مربع (210.8/ميل2).
وتوزع التركيب العرقي للمنطقة السكنية بنسبة 72.38% من البيض و5.01% من الأمريكيين الأفارقة و1.75% من الأمريكيين الأصليين و0.66% من الأمريكيين ذوي الأصول الآسيوية و0.05% من سكان جزر المحيط الهادئ و14.72% من الأعراق الأخرى و5.43% من عرقين مختلطين أو أكثر و24.22% من الهسبانيون أو اللاتينيون من أي عرق.
بلغ عدد الأسر 1,151 أسرة كانت نسبة 60.6% منها لديها أطفال تحت سن الثامنة عشر تعيش معهم، وبلغت نسبة الأزواج القاطنين مع بعضهم البعض 52% من أصل المجموع الكلي للأسر، ونسبة 22.4% من الأسر كان لديها معيلات من الإناث دون وجود شريك، بينما كانت نسبة 6% من الأسر لديها معيلون من الذكور دون وجود شريكة وكانت نسبة 19.5% من غير العائلات. تألفت نسبة 13.6% من أصل جميع الأسر من عدة أفراد يعيشون في نفس المنزل ونسبة 4% كانت تتألف من شخص يعيش بمفرده يبلغ من العمر 65 عاماً أو أكثر. وبلغ متوسط حجم الأسرة المعيشية 3.41، أما متوسط حجم العائلات فبلغ 3.72.
بلغ العمر الوسطي للسكان 21.6 عاماً. وكانت نسبة 38.8% من القاطنين تحت سن الثامنة عشر، وكانت نسبة 9.9% بين الثامنة عشر والرابعة والعشرين عاماً، ونسبة 25.3% كانت واقعةً في الفئة العمرية ما بين الخامسة والعشرين والرابعة والأربعين عاماً، ونسبة 13.8% كانت ما بين الخامسة والأربعين والرابعة والستين، ونسبة 5.2% كانت ضمن فئة الخامسة والستين عاماً فما فوق. يوجد لكل 100 أنثى 96.1 ذكر، ويوجد لكل 100 أنثى في الثامنة عشر من عمرها فما فوق 87.8 ذكر.
بلغ متوسط دخل الأسرة في المنطقة السكنية 26,645 دولارًا، أما متوسط دخل العائلة فبلغ 26,496 دولارًا. وكان متوسط دخل الذكور 28,966 دولارًا مقابل 20,052 دولارًا للإناث. وسجل دخل الفرد الخاص بالمنطقة السكنية 9,134 دولارًا. وكانت نسبة 29.3% من العائلات ونسبة 36.8% من السكان تحت خط الفقر، وكان من هؤلاء نسبة 44.5% تحت سن الثامنة عشر ونسبة 27% في الخامسة والستين من العمر وما فوق.

### تعداد عام 2010
بلغ عدد سكان موسى لاك نورث 4,418 نسمة بحسب تعداد عام 2010، وبلغ عدد الأسر 1,261 أسرة وعدد العائلات 945 عائلة مقيمة في المنطقة السكنية. في حين سجلت الكثافة السكانية 281.4 نسمة لكل كيلومتر مربع (728.8/ميل2). وبلغ عدد الوحدات السكنية 1,352 وحدة بمتوسط كثافة قدره 86.1 لكل كيلومتر مربع (223.0/ميل2).
وتوزع التركيب العرقي للمنطقة السكنية بنسبة 69.87% من البيض و3.98% من الأمريكيين الأفارقة و2.67% من الأمريكيين الأصليين و1.52% من الأمريكيين ذوي الأصول الآسيوية و0.11% من سكان جزر المحيط الهادئ و16.43% من الأعراق الأخرى و5.41% من عرقين مختلطين أو أكثر و33.57% من الهسبانيون أو اللاتينيون من أي عرق.
بلغ عدد الأسر 1,261 أسرة كانت نسبة 50.3% منها لديها أطفال تحت سن الثامنة عشر تعيش معهم، وبلغت نسبة الأزواج القاطنين مع بعضهم البعض 40.4% من أصل المجموع الكلي للأسر، ونسبة 25.1% من الأسر كان لديها معيلات من الإناث دون وجود شريك، بينما كانت نسبة 9.4% من الأسر لديها معيلون من الذكور دون وجود شريكة وكانت نسبة 25.1% من غير العائلات. تألفت نسبة 18.5% من أصل جميع الأسر من عدة أفراد يعيشون في نفس المنزل ونسبة 5.4% كانت تتألف من شخص يعيش بمفرده يبلغ من العمر 65 عاماً أو أكثر. وبلغ متوسط حجم الأسرة المعيشية 3.17، أما متوسط حجم العائلات فبلغ 3.52.
بلغ العمر الوسطي للسكان 24.0 عاماً. وكانت نسبة 34.2% من القاطنين تحت سن الثامنة عشر، وكانت نسبة 17.9% بين الثامنة عشر والرابعة والعشرين عاماً، ونسبة 25% كانت واقعةً في الفئة العمرية ما بين الخامسة والعشرين والرابعة والأربعين عاماً، ونسبة 16.8% كانت ما بين الخامسة والأربعين والرابعة والستين، ونسبة 6% كانت ضمن فئة الخامسة والستين عاماً فما فوق. وتوزع التركيب الجنسي للسكان بنسبة 50.7% ذكور و49.3% إناث.